# Liste der Kulturdenkmale in Breitenworbis
Die Liste der Kulturdenkmale in Breitenworbis umfasst die als Ensembles, Einzeldenkmale und Bodendenkmale erfassten Kulturdenkmale in der thüringischen Gemeinde Breitenworbis und ihrer Ortsteile (Stand: 11. Februar 2025).
Die Angaben in der Liste ersetzen nicht die rechtsverbindliche Auskunft der zuständigen Denkmalschutzbehörde.

## Legende
- Bild: zeigt ein Bild des Kulturdenkmals und gegebenenfalls einen Link zu weiteren Fotos des Kulturdenkmals im Medienarchiv Wikimedia Commons
- Bezeichnung: Name, Bezeichnung oder die Art des Kulturdenkmals
- Lage: Wenn vorhanden Straßenname und Hausnummer des Kulturdenkmals; Grundsortierung der Liste erfolgt nach dieser Adresse. Der Link Karte führt zu verschiedenen Kartendarstellungen und nennt die Koordinaten des Kulturdenkmals.
 Kartenansicht, um Koordinaten zu setzen – in dieser Kartenansicht sind Kulturdenkmale ohne Koordinaten mit einem roten bzw. orangen Marker dargestellt und können in der Karte gesetzt werden. Kulturdenkmale ohne Bild sind mit einem blauen bzw. roten Marker gekennzeichnet, Kulturdenkmale mit Bild mit einem grünen bzw. orangen Marker.
- Datierung: gibt das Jahr der Fertigstellung beziehungsweise das Datum der Erstnennung oder den Zeitraum der Errichtung an
- Beschreibung: bauliche und geschichtliche Einzelheiten des Kulturdenkmals, vorzugsweise die Denkmaleigenschaften
- ID: Die ID identifiziert das Kulturdenkmal eindeutig. In Thüringen sind aktuell keine IDs veröffentlicht. In der ID-Spalte kann sich auch folgendes Icon  befinden, dies führt zu Angaben zu diesem Kulturdenkmal bei Wikidata.

## Einzeldenkmale

### Breitenworbis
| Bild                                    | Bezeichnung                                                       | Lage                                                                  | Datierung | Beschreibung | ID |
| --------------------------------------- | ----------------------------------------------------------------- | --------------------------------------------------------------------- | --------- | ------------ | -- |
| Direkt Bild zu diesem Denkmal hochladen | Wohnhaus                                                          | Friedrichstraße 28 Flur 6 / Flurstück(e) 249                          |           |              |    |
| Direkt Bild zu diesem Denkmal hochladen | Wohnhaus                                                          | Friedrichstraße 4 Flur 6 / Flurstück(e) 259                           |           |              |    |
| Direkt Bild zu diesem Denkmal hochladen | Klus / Auferstehungsklüschen                                      | Halle-Kasseler-Straße o. Nr. auf dem Friedhof Flur 7 / Flurstück(e) 5 |           |              |    |
| Direkt Bild zu diesem Denkmal hochladen | Kruzifix                                                          | Halle-Kasseler-Straße o. Nr. Flur 7 / Flurstück(e) 12                 |           |              |    |
| Direkt Bild zu diesem Denkmal hochladen | Wohnhaus und Stallgebäude                                         | Im Winkel 3 Flur 6 / Flurstück(e) 254                                 |           |              |    |
| weitere Bilder Fotos hochladen          | Kirche mit Kirchhof und Ausstattung / Kath. Pfarrkirche St. Vitus | Kirchstraße 1 Flur 6 / Flurstück(e) 351/3, 351/4, 351/5 (Karte)       |           |              |    |
| Direkt Bild zu diesem Denkmal hochladen | Pfarrhof                                                          | Kirchstraße 2 Flur 6 / Flurstück(e) 356/1                             |           |              |    |
| Direkt Bild zu diesem Denkmal hochladen | Bildstock                                                         | Kuhtrift o. Nr. Straße nach Gernrode Flur 9 / Flurstück(e) 19         |           |              |    |
| Direkt Bild zu diesem Denkmal hochladen | Wohnhaus                                                          | Lange Straße 1 Flur 6 / Flurstück(e) 349/3, 350/3                     |           |              |    |
| Direkt Bild zu diesem Denkmal hochladen | Wohnhaus                                                          | Lange Straße 1a Flur 6 / Flurstück(e) 349/4                           |           |              |    |
| Direkt Bild zu diesem Denkmal hochladen | Bildstock                                                         | Lange Straße o. Nr. Ecke Nordstraße Flur 5 / Flurstück(e) 293         |           |              |    |
| Direkt Bild zu diesem Denkmal hochladen | Stationsweg                                                       | Lindeistraße o. Nr. Flur 7 / Flurstück(e) 432/1, 435/1                |           |              |    |
| Direkt Bild zu diesem Denkmal hochladen | Bildstock                                                         | Mühlhäuser Straße o. Nr. Flur 6 / Flurstück(e) 123/8                  |           |              |    |
| Direkt Bild zu diesem Denkmal hochladen | Wohnhaus mit Torfahrt                                             | Straße der Demokratie 16 Flur 6 / Flurstück(e) 279                    |           |              |    |
| Direkt Bild zu diesem Denkmal hochladen | Bildstock                                                         | Straße der Demokratie o. Nr. Flur 6 / Flurstück(e) 1031/34            |           |              |    |

### Bernterode
| Bild                                    | Bezeichnung                                                        | Lage | Datierung | Beschreibung | ID |
| --------------------------------------- | ------------------------------------------------------------------ | --- | --------- | ------------ | -- |
| Direkt Bild zu diesem Denkmal hochladen | Bildstock                                                          | Am Breiten Rasen o. Nr. Ortsausgang an der L 3080, Brückenweg am Abzweig 'Am breiten Rasen' Flur 1 / Flurstück(e) 210 |           |              |    |
| Direkt Bild zu diesem Denkmal hochladen | Stationsweg                                                        | Am Mittelberg o.Nr. Flur 1 / Flurstück(e) 313/1                                                                       |           |              |    |
| Direkt Bild zu diesem Denkmal hochladen | Wohnhaus mit Torfahrt                                              | Am Plan 5 Flur 5 / Flurstück(e) 150/5                                                                                 |           |              |    |
| Direkt Bild zu diesem Denkmal hochladen | Wohnhaus                                                           | Anger 13 Flur 5 / Flurstück(e) 91/1                                                                                   |           |              |    |
| Direkt Bild zu diesem Denkmal hochladen | Wohnhaus mit Torhaus                                               | Anger 4 Flur 5 / Flurstück(e) 128                                                                                     |           |              |    |
| Direkt Bild zu diesem Denkmal hochladen | Wohnhaus                                                           | Anger 5 Flur 5 / Flurstück(e) 142/2                                                                                   |           |              |    |
| Direkt Bild zu diesem Denkmal hochladen | Wohnhaus / Schwerdt-Mühle                                          | Anger 8 Flur 5 / Flurstück(e) 108/1                                                                                   |           |              |    |
| weitere Bilder Fotos hochladen          | Kirche mit Ausstattung und Kirchhof / Kath. Pfarrkirche St. Martin | Anger o. Nr. Flur 5 / Flurstück(e) 138, 139 (Karte)                                                                   |           |              |    |
| Direkt Bild zu diesem Denkmal hochladen | Wohnhaus                                                           | Bergstraße 12 Flur 8 / Flurstück(e) 175/1                                                                             |           |              |    |
| Direkt Bild zu diesem Denkmal hochladen | Wohnhaus                                                           | Bergstraße 2 Flur 8 / Flurstück(e) 164/1                                                                              |           |              |    |
| Direkt Bild zu diesem Denkmal hochladen | Bildstock                                                          | Hauptstraße o. Nr. Ortsausgang Richtung Kalteneber; Flur 1 / Flurstück(e) 233                                         |           |              |    |
| Direkt Bild zu diesem Denkmal hochladen | Wohnhaus                                                           | Lindenstraße 6 Flur 7 / Flurstück(e) 151/1                                                                            |           |              |    |
| Direkt Bild zu diesem Denkmal hochladen | Dorfschänke                                                        | Ringstraße 1 Flur 5 / Flurstück(e) 50/2                                                                               |           |              |    |
| Direkt Bild zu diesem Denkmal hochladen | Gehöft                                                             | Ringstraße 14 Flur 5 / Flurstück(e) 42/1                                                                              |           |              |    |
| Direkt Bild zu diesem Denkmal hochladen | Wohnhaus                                                           | Ringstraße 17 Flur 5 / Flurstück(e) 79/1                                                                              |           |              |    |
| Direkt Bild zu diesem Denkmal hochladen | Wohnhaus mit Torfahrt                                              | Ringstraße 2 Flur 5 / Flurstück(e) 31/7                                                                               |           |              |    |
| Direkt Bild zu diesem Denkmal hochladen | Wohnhaus                                                           | Ringstraße 21 Flur 5 / Flurstück(e) 75/1                                                                              |           |              |    |
| Direkt Bild zu diesem Denkmal hochladen | Wohnhaus                                                           | Ringstraße 29 Flur 5 / Flurstück(e) 67/5                                                                              |           |              |    |
| Direkt Bild zu diesem Denkmal hochladen | Wohnhaus                                                           | Ringstraße 31 Flur 5 / Flurstück(e) 65                                                                                |           |              |    |
| Direkt Bild zu diesem Denkmal hochladen | Wohnhaus mit Torhaus                                               | Ringstraße 33 Flur 5 / Flurstück(e) 64                                                                                |           |              |    |
| weitere Bilder Fotos hochladen          | Kirche / Ev. Kreuzkirche                                           | Schachtsiedlung o.Nr. Flur 1 / Flurstück(e) 828/87 (Karte)                                                            |           |              |    |
| Direkt Bild zu diesem Denkmal hochladen | Klus / Heiliges Grab                                               | am Rosenberg; südlich der A38 Flur 1 / Flurstück(e) 517                                                               |           |              |    |
| Direkt Bild zu diesem Denkmal hochladen | Bildstock                                                          | Koordinaten fehlen! Hilf mit.                                                                                         |           |              |    |

## Bodendenkmale

### Breitenworbis
| Bild                                    | Bezeichnung                            | Lage | Datierung | Beschreibung | ID |
| --------------------------------------- | -------------------------------------- | --- | --------- | ------------ | -- |
| weitere Bilder Fotos hochladen          | Wüstung Hugenworbis                    | ca. 3 km nö von Breitenworbis in breitem Tal am Nordrand des Eichsfelder Kessels unweit der Harburg Flur 2 / Flurstück(e) 308/1, 311; 314-316, 325/1, 329/1; 794/308, 331/1, 335/1, 335/2, 335/3, 336/1, 341/1, 342/1, 518/204, 519/204, 786/304, 794/308, 887/299; 888/299, 889/299, 890/299; 881/300; 882/300, 930/202, 933/203, 958/309, 959/310 (Karte) |           |              |    |
| Direkt Bild zu diesem Denkmal hochladen | Wallburg, Schwedenschanze auf dem Klei | Nach W und SW vorspringender Bergrücken – darauf Anlage. Der Wall zieht sich von Süden nach Nordnordwest im Bogen über das Plateau. Flur 10 / Flurstück(e) 18 |           |              |    |

| Bild | Bezeichnung | Lage | Datierung | Beschreibung | ID |
| ---- | ----------- | ---- | --------- | ------------ | -- |